# Pío Leyva
Pio Leiva, właściwie Wilfredo Leiva (ur. 5 maja 1917 w Morón, zm. 22 marca 2006 w Hawanie) – kubański piosenkarz i autor piosenek, współpracownik  zespołu Buena Vista Social Club.
Karierę muzyczną rozpoczął grając na bongosach, a w 1932 r. został piosenkarzem zespołu Caribe. Następnie występował m.in. z Benym More'em, Compayem Segundo i Roberto Fazem, z orkiestrami Aragon i Havana-Riverside oraz big bandem Mariano Mercerona. Zasłynął m.in. skomponowaniem piosenki "Francisco Guayabal", którą wykonywał Beny More.